# Narodne novine
Narodne novine (en español: Gaceta Oficial) es el Diario Oficial de la República de Croacia que publica las leyes, reglamentos, nombramientos y decisiones oficiales y los libera en el dominio público. Es publicado por la empresa pública del mismo nombre.
El Narodne novine comenzó como el Novine Horvatzke, publicado por primera vez el 6 de enero de 1835 por Ljudevit Gaj, quien creó e imprimió el documento. El primer uso del término "Narodne novine" fue en 1843, pero el periódico cambió de nombre varias veces durante años, por lo general de acuerdo con el nombre del estado que Croacia formaba parte.
Gaj vendió la editorial original al gobierno en 1868. La encarnación actual de la compañía fue fundada oficialmente en 1952. En 2001, la compañía se convirtió en un empresa pública (((lang-h | dioničko Društvo))).
ElNarodne novine como el boletín oficial de la República de Croacia promulga los actos, leyes y demás normas y reglamentos del Parlamento de Croacia, Estatutos del Gobierno de Croacia y también los Decretos del presidente de la República. Una vez publicado, la legislación comienza luego de un breve período (por lo general 8 días) llamados vacatio legis, lo que permite a que sea ampliamente conocido antes de surtir efecto legal.